# Sambesi (Region)

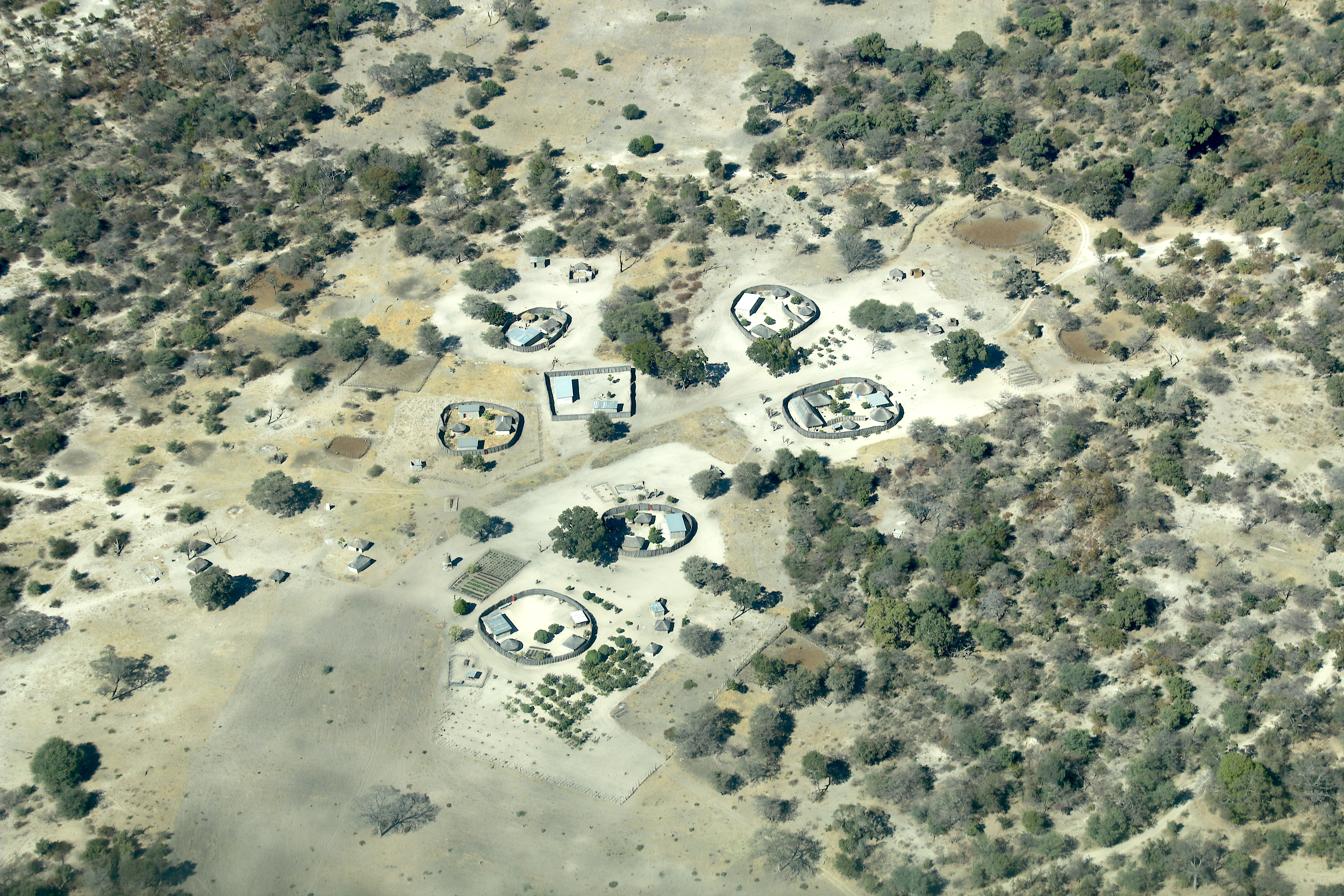
Kraale bei Kabbe in der Sambesi-Region

Sambesi (englisch Zambezi; bis 8. August 2013 Caprivi) ist eine der 14 Verwaltungsregionen Namibias. Die Region hat (Stand 2023) 142.373 Einwohner auf einer Fläche von gut 19.500 km².
Die Region umfasst einen großen Teil des Caprivizipfels (englisch Caprivi Strip), einer zipfelförmigen Ausbuchtung des Staatsgebietes im Nordosten des Landes, die bis zum Sambesi reicht. Die Region trug daher bis 2013 den Namen Caprivi, nach Leo von Caprivi. 

## Geschichte
Von 1918 bis 1929 war der Caprivizipfel Teil der britischen Kolonie Betschuanaland, des heutigen Botswana. Danach wurde er wieder dem – seit 1920 unter südafrikanischer Verwaltung stehenden – Mandatsgebiet Südwestafrika zugeordnet. Das Apartheidsregime richtete in Ostcaprivi ein teilautonomes Homeland ein.
1990 erlangte Namibia die Unabhängigkeit und damit auch Verfügungsgewalt über den Caprivizipfel. Im August 1999 kam es in der Provinzhauptstadt Katima Mulilo zu (möglicherweise auch von Botswana unterstützten) bewaffneten Auseinandersetzungen zwischen der Sezessionsbewegung „Caprivi Liberation Movement“ (CLM) und der namibischen Regierung. Ziel des schwelenden Konflikts ist die Unabhängigkeit des Caprivi von Namibia. Ein Unruheherd war der Caprivi aber auch durch den langjährigen Bürgerkrieg in Angola: Nach dem offiziellen Ende der Kampfhandlungen zogen versprengte Truppenteile der besiegten UNITA auf der Flucht plündernd und terrorisierend auch durch die Region und wurden dort sowohl von angolanischen wie auch namibischen Truppen verfolgt. Es kam zu zahlreichen Überfällen, so dass der zivile Verkehr ganz zum Erliegen kam oder nur noch unter militärischem Schutz möglich war. Heute verfolgt die United Democratic Party – Caprivi Freedom auf politischem Wege die Erreichung einer größeren Autonomie für den Caprivi.

### Umbenennung
Im Juli 2012 brachte der Minister für Präsidentschaftsangelegenheiten einen Vorschlag des namibischen Staatspräsidenten zur Umbenennung der Region Caprivi ins Parlament ein. Ein Name ohne kolonialen Ursprung sollte gefunden werden, erwogen wurde unter anderem die historische Bezeichnung Itenge. Am 8. August 2013 wurde die Umbenennung in Sambesi bekannt gegeben.
2024 wurden von den Einwohnern der Region vor der Boundaries Delimitation and Demarcation Commission Rufe laut, die Region wieder in Caprivi umzubenennen.

## Geographie

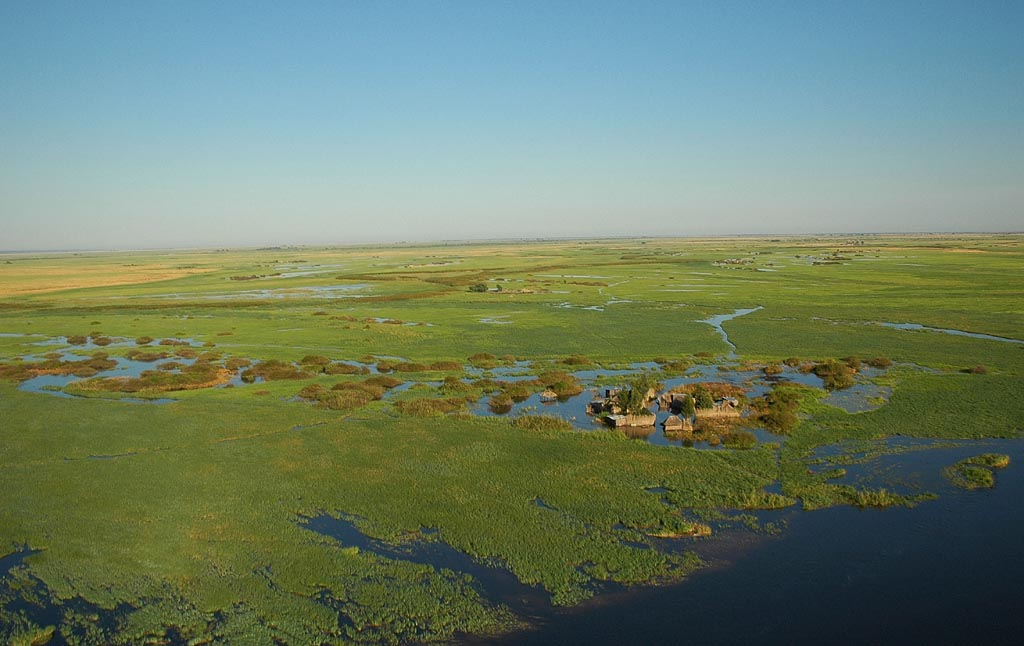
Dorf im Überschwemmungsgebiet des Sambesi

Die Verwaltungsregion Sambesi grenzt westlich beim Cuando an die Region Kavango-Ost an. Sambesi wird im Norden von Angola, im Osten von Sambia und Simbabwe und im Süden von Botswana begrenzt. Es ist die einzige Region Namibias, die fast ausschließlich in den Tropen liegt, sie besteht weitgehend aus flachem Sumpfland. Mehrere ganzjährig wasserführende Flüsse wie der Okavango, der Cuando und Nebenarme des Sambesi durchziehen die Landschaft und machen sie so vor allem während der Regenzeit in den Monaten Dezember bis März zu einer ausgesprochen feuchten und daher auch sehr wildreichen Region.

## Bevölkerung
In der Region leben etwa vier Prozent der namibischen Bevölkerung. Sie gehören u. a. den Ethnien Mafwe, Lozi, Subia, San (Buschleuten), Nyemba an. 
Laut der Volkszählung 2011 sprechen 89,6 Prozent der Einwohner der Region SiLozi als Hauptsprache. Es folgen die Kavango-Sprachen mit 3,9 Prozent. Sieben Einwohner nutzen Deutsch als Hauptsprache.
Die Sambesi-Region hat die höchste AIDS-Rate in Namibia. Etwa jede vierte schwangere Frau ist mit HIV infiziert. Insgesamt sind 34 Prozent der dort lebenden Bevölkerung HIV-positiv. Die medizinische Infrastruktur besteht aus je einem Krankenhaus in Katima Mulilo (220 Betten) und Andara (100 Betten), sowie 3 „Health Centres“ und 29 Kliniken.

## Verwaltung

Wahlkreise in Sambesi

Die Region Sambesi untergliedert sich in acht Wahlkreise:
1. Judea Lyaboloma
2. Kabbe-Nord
3. Kabbe-Süd
4. Katima Mulilo Land
5. Katima Mulilo Stadt
6. Kongola
7. Linyanti
8. Sibbinda

Zudem finden sich (Stand Dezember 2015) in der Region zwei Lokalverwaltungen:
- Bukalo
- Katima Mulilo

## Wirtschaft und Tourismus
Sambesi gewährleistet Namibias Zugang zum Wasser des Okavango und ist somit wichtig für die Wirtschaft der Region. 
Große Teile der Region werden von Naturschutzgebieten eingenommen und sind daher zunehmend Ziel touristischer Aktivitäten – eine Entwicklung, die mit dem durchgehenden Asphaltieren der inzwischen ganzjährig befahrbaren Nationalstraße B8 gefördert wurde. So bildet er den Ausgangspunkt für Reisen zum Sambesi, den Viktoriafällen und dem Okavangodelta. Außerdem befinden sich hier der Liambezisee, der Caprivi-Nationalpark und der Mudumu-Nationalpark. Die Region ist Teil des geplanten grenzüberschreitenden Reservats Kavango-Zambezi Transfrontier Conservation Area.

## Zeitzone
In Sambesi gilt die gesetzliche Zeitregelung von Namibia mit der Ausnahme, dass nicht auf die sonst übliche Winterzeit umgestellt wird.